# Francesco Maria Di Francia
Venerabile Francesco Maria Di Francia (Messina, 19 febbraio 1853 – Roccalumera, 22 dicembre 1913) è stato un presbitero italiano.
Fu fondatore delle Suore Cappuccine del Sacro Cuore. Fratello minore di Sant'Annibale, con lui studiò sotto gli insegnamenti di uno zio sacerdote. In seguito al sopraggiungere di alcuni dubbi circa la propria vocazione, scelse di provare degli studi musicali, ma ben presto riprese i suoi studi che lo portarono all'ordinazione sacerdotale a Messina, dove avrebbe dedicato la vita al servizio dei bisognosi. Si distinse nel servizio dei malati durante un'epidemia di colera mentre nel 1908 collaborò ai soccorsi e alla ricostruzione al violento terremoto di Messina. Si stabilì a Roccalumera per fondarvi, insieme a suor Veronica Briguglio, l'Istituto delle Suore Cappuccine del Sacro Cuore. Morì in seguito ad infarto il 22 Dicembre 1913.
Il processo di beatificazione, aperto a metà degli anni '80, è culminato il 19 marzo 2019 con il riconoscimento delle sue virtù eroiche da parte di Papa Francesco, quando è stato proclamato Venerabile dalla Chiesa Cattolica.